# Zdeněk Kothera
Zdeněk Kothera (16. března 1919 Tetín u Berouna – 27. dubna 1942 kanál La Manche) byl československý voják, stíhací pilot.

## Život

### Před druhou světovou válkou
Narodil se v Tetíně. Podle vzpomínek vrstevníka se od mládí zajímal o letectví. Prošel leteckým výcvikem, absolvoval stíhací kurz.

### Druhá světová válka
V červnu roku 1939 překročil hranice u Šumbarku do polského záboru. Ze Gdyně odplul lodí Castelholm 26. července 1939 do Francie, 31. července přistál v Boulogne. Do československé zahraniční armády byl odveden 2. listopadu 1939 v Paříži, výcvik prodělal v Chartres. V květnu 1940 byl zařazen ke GC I/8 na M.B.151/152, od 1. června létal u GC I/5 na Hawk 75, 15. června se podílel na sestřelu Hs 126. Celkem operačně nalétal 10,45 hodin. Po pádu Francie byl v červenci 1940 evakuován do Alžíru. Pro nemoc zůstal v Casablance, odkud byl lodí později přes Gibraltar přesunut do Velké Británie. Byl přijat do Royal Air Force Volunteer Reserve a po výcviku byl 3. března 1942 zařazen ke 124. peruti vyzbrojené Spitfiry Vb se základnou v Biggin Hillu.

### Operační nasazení
Zahynul 27. dubna 1942 při prvním operačním letu, když doprovázel bombardéry Boston při náletu na elektrárnu v Lille v akci Circus 141. Okolnosti smrti zůstávají nejasné, jeho Spitfire Vb W3758 (ON-) byl patrně zasažen v boji s Bf109F nebo flakem a zřítil se do moře. Tělo bylo vyplaveno 27. června na břehu ostrova Texel.

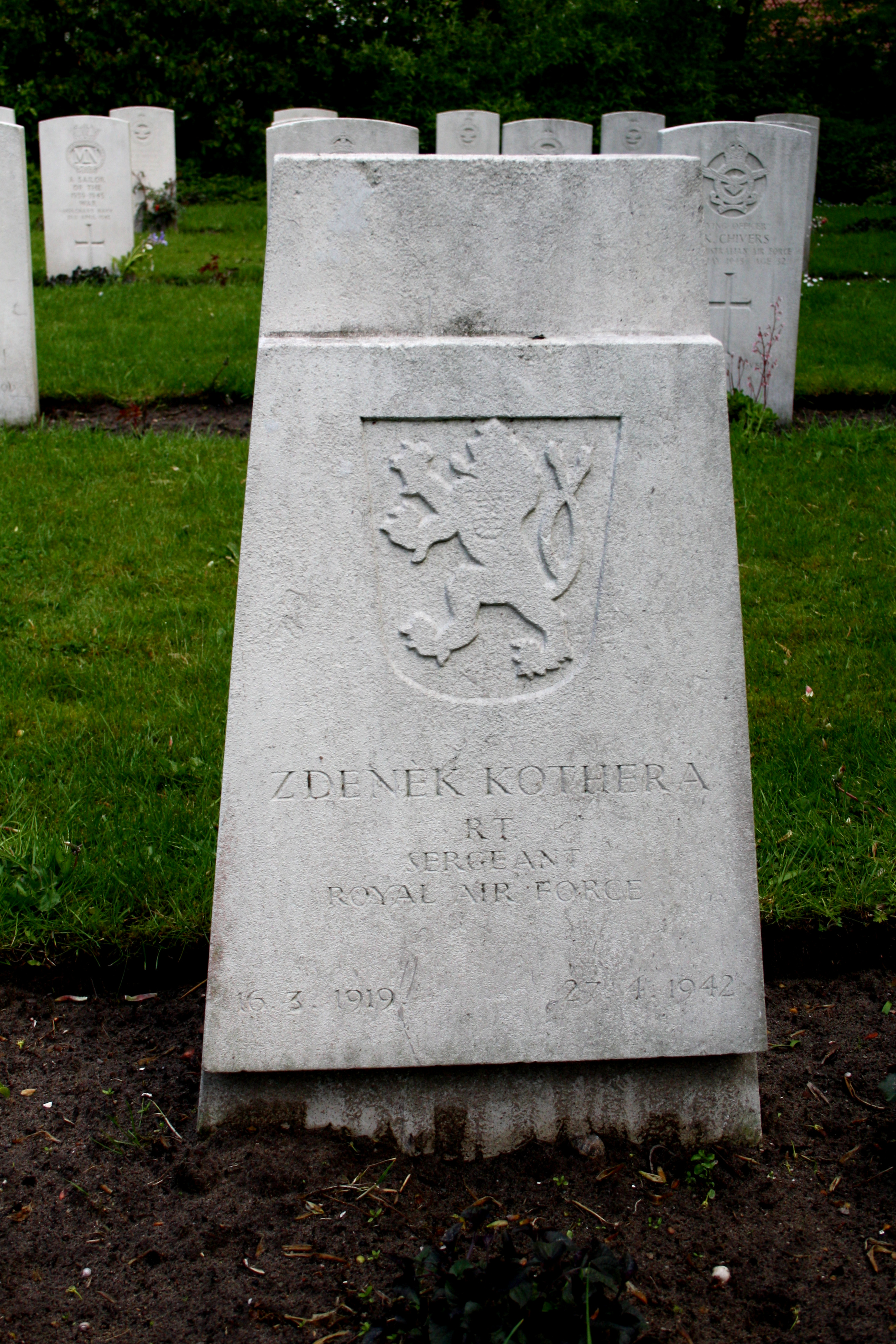
Náhrobek na hřbitově vojáků Commonwealthu ve vsi Den Burg na ostrově Texel

Pohřben je v označeném hrobě ve vesnici Den Burg na ostrově Texel. Hrob v páté řadě číslo 115 je evidován v Centrální evidenci válečných hrobů vedené ministerstvem obrany pod symbolem NLD1466. Pamětní deska je umístěna na rodném domě domě čp. 7 Župní ulici v Tetíně, a dále je připomenut na pomníku československým letcům na prostějovském hřbitově a na pomníku padlým československým letcům na náměstí Svobody v Bubenči.

### Vyznamenání
- Fr. válečný kříž 2×
- Čsl. válečný kříž[9]